# Katrin Müller (Freestyle-Skierin)
Katrin Müller (* 31. März 1989 in Dielsdorf) ist eine Schweizer Freestyle-Skierin. Sie ist auf die Disziplin Skicross spezialisiert.

## Biografie
Müller wuchs in Airolo im Kanton Tessin auf und war zu Beginn ihrer Sportkarriere eine Alpinskifahrerin. Sie nahm ab 2005 an FIS-Rennen, nationalen Juniorenrennen und Meisterschaften teil, konnte aber keine nennenswerten Erfolge erzielen. Auf die Saison 2006/07 hin wechselte sie zum Skicross und fuhr bei der Juniorenweltmeisterschaft 2007 in ihrem Wohnort auf Platz fünf. Ihr Debüt im Freestyle-Weltcup hatte Müller am 12. Dezember 2008 in Les Contamines. Die ersten Weltcuppunkte gewann sie vier Tage später mit Platz 18 in Flaine. Das beste Ergebnis in ihrer Premierensaison war ein siebter Platz in Kreischberg.
In der Saison 2008/09 nahm Müller wegen einer Knieverletzung nur an einem Weltcuprennen teil. Im darauf folgenden Winter 2009/10 klassierte sie sich fünfmal unter den besten zehn. Die erste Weltcup-Podestplatzierung gelang ihr am 29. Januar 2011 mit dem dritten Platz in Grasgehren. Im März desselben Jahres folgten ein zweiter Platz in Hasliberg und ein weiterer dritter Platz in Myrdalen-Voss. Am 26. Februar 2012 konnte Müller in Götschen ihren ersten Weltcupsieg feiern. Mit insgesamt vier Podestplätzen belegte sie in der Skicross-Weltcupwertung der Saison 2011/12 den dritten Platz.

## Erfolge

### Olympische Spiele
- Vancouver 2010: 18. Skicross
- Sotschi 2014: 10. Skicross

### Weltmeisterschaften
- Deer Valley 2011: 14. Skicross

### Juniorenweltmeisterschaften
- Airolo 2007: 5. Skicross

### Weltcup
- Saison 2010/11: 6. Skicross-Weltcup
- Saison 2011/12: 9. Gesamtweltcup, 3. Skicross-Weltcup
- Saison 2012/13: 5. Skicross-Weltcup
- Saison 2013/14: 4. Skicross-Weltcup
- 12 Podestplätze, davon 3 Siege:

| Datum             | Ort         | Land        |
| ----------------- | ----------- | ----------- |
| 26. Februar 2012  | Götschen    | Deutschland |
| 15. Dezember 2013 | Val Thorens | Frankreich  |
| 22. Dezember 2013 | Innichen    | Italien     |

### Weitere Erfolge
- 1 Sieg im Europacup